# Draconema solidum
Draconema solidum är en rundmaskart som beskrevs av Gerlach 1952. Draconema solidum ingår i släktet Draconema och familjen Draconematidae. Inga underarter finns listade i Catalogue of Life.